# 신관 (장치)

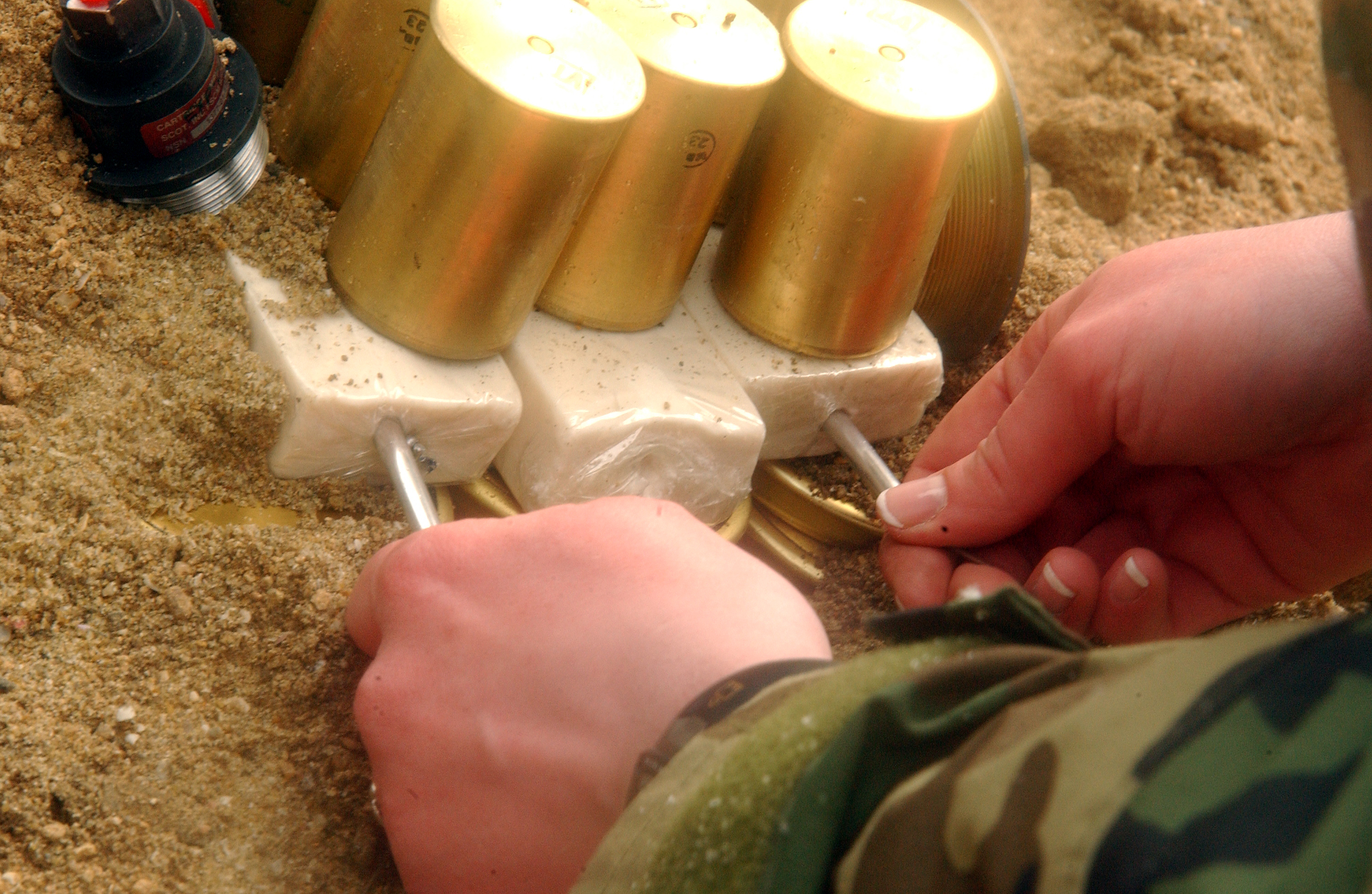
C4 폭탄에 뇌관을 삽입하고 있다.

신관(信管, detonator)은 폭발물을 폭발시키는 장치이다. 신관은 화학, 기계, 전기 등 다양한 방법으로 작동할 수 있다. 화승총에 불을 붙일 때 사용된 도화선도 일종의 원시적인 신관이라 할 수 있다.
- 순발신관(Fuze Quick): 목표물에 충돌하면 충격력에 의해 폭발하는 신관
- 시한신관(Time Fuze): 터질 시간을 조절할 수 있게 만든 신관
- 지연신관(Delay Fuze): 물체에 착탄 후 일정 시간 이후에 터질 수 있게 만든 신관으로 장갑을 뚫고 들어가 폭발하거나 땅에서 튀어올라 폭발해 더 큰 피해를 강요할 수 있다
- 근접신관 또는 VT신관(Proximity Fuze): 일정한 거리에 접근하면 자동으로 폭발하는 신관으로 정확하게 조준하지 않거나 적이 회피하더라도 피해를 강요할 수 있다. VT신관의 원리는 원시적 레이더와 같다. 탄에서 전파를 방사하고 그 전파가 돌아오면 터지는 형식이다. 공중에서 전파가 돌아왔다는 것은 주변의 물체를 마주한 것을 의미하기 때문이다.